# Зеркальный (Ставропольский край)
Зерка́льный — посёлок в Красногвардейском районе (муниципальном округе) Ставропольского края России.

## География
Расстояние до краевого центра: 105 км.
Расстояние до районного центра: 17 км.

## История
В соответствии с Указом Президиума Верховного Совета РСФСР от 21 сентября 1964 года посёлок Второе отделение совхоза «Коммунар» переименован в посёлок Зеркальный.
До 16 марта 2020 года Зеркальный входил в состав сельского поселения Коммунаровский сельсовет.

## Население
| 1989 | 2002 | 2010 | 2014 |
| ---- | ---- | ---- | ---- |
| 267  | ↘164 | ↘156 | ↘100 |

По данным переписи 2002 года в национальной структуре населения преобладают русские (95 %).